# روي لي (مغني)
روي لي (بالصينية: 黎沸揮) هو مغني صيني، ولد في 12 يوليو 1965.

## وصلات خارجية
- روي لي على موقع ميوزك برينز (الإنجليزية)
- روي لي على موقع ديسكوغز (الإنجليزية)